# Concacaf Gold Cup 2017
Concacaf Gold Cup 2017 var en fotbollsturnering som spelades under perioden 9–30 juli 2017. Detta var den 14:e upplagan av Concacaf Gold Cup som är Central- och Nordamerikas fotbollsmästerskap.

## Kvalificerade länder
Tre platser i slutspelet gick till Nordamerika, därför var Nordamerikanska förbundets (NAFU) samtliga tre medlemsländer – Kanada, Mexiko och USA – direktkvalificerade. Fyra platser gick till Centralamerika (UNCAF) och fyra till Karibien (CFU). De två femteplacerade lagen i Copa Centroamericana 2017 och Karibiska mästerskapet 2017 möttes i playoff om en tolfte- och sista plats i slutspelet.

## Gruppspel

### Grupp A
| Nr | Lag            | S | V | O | F | GM | IM | MS | P |
| -- | -------------- | - | - | - | - | -- | -- | -- | - |
| 1  | Costa Rica     | 3 | 2 | 1 | 0 | 5  | 1  | +4 | 7 |
| 2  | Kanada         | 3 | 1 | 2 | 0 | 5  | 3  | +2 | 5 |
| 3  | Honduras       | 3 | 1 | 1 | 1 | 3  | 1  | +2 | 4 |
| 4  | Franska Guyana | 3 | 0 | 0 | 3 | 2  | 10 | −8 | 0 |

|             | 7 juli 2017 | Franska Guyana                   | 2 – 4           | Kanada                                                         | Red Bull Arena                                        |                                                       |
| 19:00 UTC−4 | 19:00 UTC−4 | Roy Contout 69′ Sloan Privat 71′ | (0 – 2) Rapport | 28′ Dejan Jakovic 45+2′ Scott Arfield 60′, 85′ Alphonso Davies | New Jersey Publik: 25 817 Domare: John Pitti (Panama) | New Jersey Publik: 25 817 Domare: John Pitti (Panama) |
| 19:00 UTC−4 | 19:00 UTC−4 |                                  |                 |                                                                | New Jersey Publik: 25 817 Domare: John Pitti (Panama) | New Jersey Publik: 25 817 Domare: John Pitti (Panama) |
| 19:00 UTC−4 | 19:00 UTC−4 |                                  |                 |                                                                | New Jersey Publik: 25 817 Domare: John Pitti (Panama) | New Jersey Publik: 25 817 Domare: John Pitti (Panama) |

|             | 7 juli 2017 | Honduras | 0 – 1           | Costa Rica      | Red Bull Arena                                             |                                                            |
| 21:00 UTC−4 | 21:00 UTC−4 |          | (0 – 1) Rapport | 39′ Marco Ureña | New Jersey Publik: 25 817 Domare: Walter López (Guatemala) | New Jersey Publik: 25 817 Domare: Walter López (Guatemala) |
| 21:00 UTC−4 | 21:00 UTC−4 |          |                 |                 | New Jersey Publik: 25 817 Domare: Walter López (Guatemala) | New Jersey Publik: 25 817 Domare: Walter López (Guatemala) |
| 21:00 UTC−4 | 21:00 UTC−4 |          |                 |                 | New Jersey Publik: 25 817 Domare: Walter López (Guatemala) | New Jersey Publik: 25 817 Domare: Walter López (Guatemala) |

|             | 11 juli 2017 | Costa Rica          | 1 – 1           | Kanada              | BBVA Compass Stadium                             |                                                  |
| 18:30 UTC−5 | 18:30 UTC−5  | Francisco Calvo 42′ | (1 – 1) Rapport | 26′ Alphonso Davies | Houston Publik: 12 019 Domare: Mark Geiger (USA) | Houston Publik: 12 019 Domare: Mark Geiger (USA) |
| 18:30 UTC−5 | 18:30 UTC−5  |                     |                 |                     | Houston Publik: 12 019 Domare: Mark Geiger (USA) | Houston Publik: 12 019 Domare: Mark Geiger (USA) |
| 18:30 UTC−5 | 18:30 UTC−5  |                     |                 |                     | Houston Publik: 12 019 Domare: Mark Geiger (USA) | Houston Publik: 12 019 Domare: Mark Geiger (USA) |

|             | 11 juli 2017 | Honduras | 3 – 0           | Franska Guyana | BBVA Compass Stadium                                 |                                                      |
| 21:00 UTC−5 | 21:00 UTC−5  |          | (0 – 0) Rapport |                | Houston Publik: 12 019 Domare: Yadel Martínez (Kuba) | Houston Publik: 12 019 Domare: Yadel Martínez (Kuba) |
| 21:00 UTC−5 | 21:00 UTC−5  |          |                 |                | Houston Publik: 12 019 Domare: Yadel Martínez (Kuba) | Houston Publik: 12 019 Domare: Yadel Martínez (Kuba) |
| 21:00 UTC−5 | 21:00 UTC−5  |          |                 |                | Houston Publik: 12 019 Domare: Yadel Martínez (Kuba) | Houston Publik: 12 019 Domare: Yadel Martínez (Kuba) |

|             | 14 juli 2017 | Costa Rica                                                        | 3 – 0           | Franska Guyana | Toyota Stadium                                            |                                                           |
| 18:30 UTC−5 | 18:30 UTC−5  | Ariel Francisco Rodríguez 4′ Rodney Wallace 79′ David Ramírez 83′ | (1 – 0) Rapport |                | Frisco Publik: 10 098 Domare: César Arturo Ramos (Mexiko) | Frisco Publik: 10 098 Domare: César Arturo Ramos (Mexiko) |
| 18:30 UTC−5 | 18:30 UTC−5  |                                                                   |                 |                | Frisco Publik: 10 098 Domare: César Arturo Ramos (Mexiko) | Frisco Publik: 10 098 Domare: César Arturo Ramos (Mexiko) |
| 18:30 UTC−5 | 18:30 UTC−5  |                                                                   |                 |                | Frisco Publik: 10 098 Domare: César Arturo Ramos (Mexiko) | Frisco Publik: 10 098 Domare: César Arturo Ramos (Mexiko) |

|             | 14 juli 2017 | Kanada | 0 – 0   | Honduras | Toyota Stadium                                           |                                                          |
| 21:00 UTC−5 | 21:00 UTC−5  |        | Rapport |          | Frisco Publik: 10 098 Domare: Joel Aguilar (El Salvador) | Frisco Publik: 10 098 Domare: Joel Aguilar (El Salvador) |
| 21:00 UTC−5 | 21:00 UTC−5  |        |         |          | Frisco Publik: 10 098 Domare: Joel Aguilar (El Salvador) | Frisco Publik: 10 098 Domare: Joel Aguilar (El Salvador) |
| 21:00 UTC−5 | 21:00 UTC−5  |        |         |          | Frisco Publik: 10 098 Domare: Joel Aguilar (El Salvador) | Frisco Publik: 10 098 Domare: Joel Aguilar (El Salvador) |

### Grupp B
| Nr | Lag        | S | V | O | F | GM | IM | MS | P |
| -- | ---------- | - | - | - | - | -- | -- | -- | - |
| 1  | USA        | 3 | 2 | 1 | 0 | 7  | 3  | +4 | 7 |
| 2  | Panama     | 3 | 2 | 1 | 0 | 6  | 2  | +4 | 7 |
| 3  | Martinique | 3 | 1 | 0 | 2 | 4  | 6  | −2 | 3 |
| 4  | Nicaragua  | 3 | 0 | 0 | 3 | 1  | 7  | −6 | 0 |

|             | 8 juli 2017 | USA           | 1 – 1           | Panama             | Nissan Stadium                                              |                                                             |
| 15:30 UTC−5 | 15:30 UTC−5 | Dom Dwyer 50′ | (0 – 0) Rapport | 60′ Miguel Camargo | Nashville Publik: 47 622 Domare: Fernando Guerrero (Mexiko) | Nashville Publik: 47 622 Domare: Fernando Guerrero (Mexiko) |
| 15:30 UTC−5 | 15:30 UTC−5 |               |                 |                    | Nashville Publik: 47 622 Domare: Fernando Guerrero (Mexiko) | Nashville Publik: 47 622 Domare: Fernando Guerrero (Mexiko) |
| 15:30 UTC−5 | 15:30 UTC−5 |               |                 |                    | Nashville Publik: 47 622 Domare: Fernando Guerrero (Mexiko) | Nashville Publik: 47 622 Domare: Fernando Guerrero (Mexiko) |

|             | 8 juli 2017 | Martinique                             | 2 – 0           | Nicaragua | Nissan Stadium                                                       |                                                                      |
| 18:00 UTC−5 | 18:00 UTC−5 | Kévin Parsemain 35′ Steeven Langil 66′ | (1 – 0) Rapport |           | Nashville Publik: 5 515 Domare: Kimbell Ward (Saint Kitts och Nevis) | Nashville Publik: 5 515 Domare: Kimbell Ward (Saint Kitts och Nevis) |
| 18:00 UTC−5 | 18:00 UTC−5 |                                        |                 |           | Nashville Publik: 5 515 Domare: Kimbell Ward (Saint Kitts och Nevis) | Nashville Publik: 5 515 Domare: Kimbell Ward (Saint Kitts och Nevis) |
| 18:00 UTC−5 | 18:00 UTC−5 |                                        |                 |           | Nashville Publik: 5 515 Domare: Kimbell Ward (Saint Kitts och Nevis) | Nashville Publik: 5 515 Domare: Kimbell Ward (Saint Kitts och Nevis) |

|             | 12 juli 2017 | Panama                             | 2 – 1           | Nicaragua            | Raymond James Stadium                              |                                                    |
| 18:30 UTC−4 | 18:30 UTC−4  | Ismael Díaz 50′ Gabriel Torres 57′ | (0 – 0) Rapport | 49′ Carlos Chavarría | Tampa Publik: 23 368 Domare: Drew Fischer (Kanada) | Tampa Publik: 23 368 Domare: Drew Fischer (Kanada) |
| 18:30 UTC−4 | 18:30 UTC−4  |                                    |                 |                      | Tampa Publik: 23 368 Domare: Drew Fischer (Kanada) | Tampa Publik: 23 368 Domare: Drew Fischer (Kanada) |
| 18:30 UTC−4 | 18:30 UTC−4  |                                    |                 |                      | Tampa Publik: 23 368 Domare: Drew Fischer (Kanada) | Tampa Publik: 23 368 Domare: Drew Fischer (Kanada) |

|             | 12 juli 2017 | USA                                      | 3 – 2           | Martinique               | Raymond James Stadium                                    |                                                          |
| 20:30 UTC−4 | 20:30 UTC−4  | Omar Gonzalez 54′ Jordan Morris 64′, 76′ | (0 – 0) Rapport | 66′, 74′ Kévin Parsemain | Tampa Publik: 23 368 Domare: Henry Bejarano (Costa Rica) | Tampa Publik: 23 368 Domare: Henry Bejarano (Costa Rica) |
| 20:30 UTC−4 | 20:30 UTC−4  |                                          |                 |                          | Tampa Publik: 23 368 Domare: Henry Bejarano (Costa Rica) | Tampa Publik: 23 368 Domare: Henry Bejarano (Costa Rica) |
| 20:30 UTC−4 | 20:30 UTC−4  |                                          |                 |                          | Tampa Publik: 23 368 Domare: Henry Bejarano (Costa Rica) | Tampa Publik: 23 368 Domare: Henry Bejarano (Costa Rica) |

|             | 15 juli 2017 | Panama                                                        | 3 – 0           | Martinique | Firstenergy Stadium                                             |                                                                 |
| 16:30 UTC−4 | 16:30 UTC−4  | Michael Amir Murillo 44′ Abdiel Arroyo 60′ Gabriel Torres 67′ | (1 – 0) Rapport |            | Cleveland Publik: 27 934 Domare: Roberto García Orozco (Mexiko) | Cleveland Publik: 27 934 Domare: Roberto García Orozco (Mexiko) |
| 16:30 UTC−4 | 16:30 UTC−4  |                                                               |                 |            | Cleveland Publik: 27 934 Domare: Roberto García Orozco (Mexiko) | Cleveland Publik: 27 934 Domare: Roberto García Orozco (Mexiko) |
| 16:30 UTC−4 | 16:30 UTC−4  |                                                               |                 |            | Cleveland Publik: 27 934 Domare: Roberto García Orozco (Mexiko) | Cleveland Publik: 27 934 Domare: Roberto García Orozco (Mexiko) |

|             | 15 juli 2017 | Nicaragua | 0 – 3           | USA                                           | Firstenergy Stadium                                          |                                                              |
| 19:00 UTC−4 | 19:00 UTC−4  |           | (0 – 3) Rapport | 36′ Joe Corona 56′ Kelyn Rowe 88′ Matt Miazga | Cleveland Publik: 27 934 Domare: Melvin Matamoros (Honduras) | Cleveland Publik: 27 934 Domare: Melvin Matamoros (Honduras) |
| 19:00 UTC−4 | 19:00 UTC−4  |           |                 |                                               | Cleveland Publik: 27 934 Domare: Melvin Matamoros (Honduras) | Cleveland Publik: 27 934 Domare: Melvin Matamoros (Honduras) |
| 19:00 UTC−4 | 19:00 UTC−4  |           |                 |                                               | Cleveland Publik: 27 934 Domare: Melvin Matamoros (Honduras) | Cleveland Publik: 27 934 Domare: Melvin Matamoros (Honduras) |

### Grupp C
| Nr | Lag         | S | V | O | F | GM | IM | MS | P |
| -- | ----------- | - | - | - | - | -- | -- | -- | - |
| 1  | Mexiko      | 3 | 2 | 1 | 0 | 5  | 1  | +4 | 7 |
| 2  | Jamaica     | 3 | 1 | 2 | 0 | 3  | 1  | +2 | 5 |
| 3  | El Salvador | 3 | 1 | 1 | 1 | 4  | 4  | 0  | 4 |
| 4  | Curaçao     | 3 | 0 | 0 | 3 | 0  | 6  | −6 | 0 |

|             | 9 juli 2017 | Curaçao | 0 – 2           | Jamaica                                  | Qualcomm Stadium                                          |                                                           |
| 16:00 UTC−7 | 16:00 UTC−7 |         | (0 – 0) Rapport | 58′ Romario Williams 73′ Darren Mattocks | San Diego Publik: 53 133 Domare: Armando Villarreal (USA) | San Diego Publik: 53 133 Domare: Armando Villarreal (USA) |
| 16:00 UTC−7 | 16:00 UTC−7 |         |                 |                                          | San Diego Publik: 53 133 Domare: Armando Villarreal (USA) | San Diego Publik: 53 133 Domare: Armando Villarreal (USA) |
| 16:00 UTC−7 | 16:00 UTC−7 |         |                 |                                          | San Diego Publik: 53 133 Domare: Armando Villarreal (USA) | San Diego Publik: 53 133 Domare: Armando Villarreal (USA) |

|             | 13 juli 2017 | Mexiko                                                   | 3 – 1           | El Salvador        | Qualcomm Stadium                                          |                                                           |
| 18:00 UTC−7 | 18:00 UTC−7  | Hedgardo Marín 8′ Elías Hernández 29′ Orbelín Pineda 55′ | (2 – 1) Rapport | 10′ Nelson Bonilla | San Diego Publik: 53 133 Domare: Óscar Moncada (Honduras) | San Diego Publik: 53 133 Domare: Óscar Moncada (Honduras) |
| 18:00 UTC−7 | 18:00 UTC−7  |                                                          |                 |                    | San Diego Publik: 53 133 Domare: Óscar Moncada (Honduras) | San Diego Publik: 53 133 Domare: Óscar Moncada (Honduras) |
| 18:00 UTC−7 | 18:00 UTC−7  |                                                          |                 |                    | San Diego Publik: 53 133 Domare: Óscar Moncada (Honduras) | San Diego Publik: 53 133 Domare: Óscar Moncada (Honduras) |

|             | 13 juli 2017 | El Salvador                         | 2 – 0           | Curaçao | Sports Authority Field                                    |                                                           |
| 18:00 UTC−6 | 18:00 UTC−6  | Gerson Mayen 21′ Rodolfo Zelaya 24′ | (2 – 0) Rapport |         | Denver Publik: 49 121 Domare: Héctor Rodríguez (Honduras) | Denver Publik: 49 121 Domare: Héctor Rodríguez (Honduras) |
| 18:00 UTC−6 | 18:00 UTC−6  |                                     |                 |         | Denver Publik: 49 121 Domare: Héctor Rodríguez (Honduras) | Denver Publik: 49 121 Domare: Héctor Rodríguez (Honduras) |
| 18:00 UTC−6 | 18:00 UTC−6  |                                     |                 |         | Denver Publik: 49 121 Domare: Héctor Rodríguez (Honduras) | Denver Publik: 49 121 Domare: Héctor Rodríguez (Honduras) |

|             | 13 juli 2017 | Mexiko | 0 – 0   | Jamaica | Sports Authority Field                                     |                                                            |
| 20:00 UTC−6 | 20:00 UTC−6  |        | Rapport |         | Denver Publik: 49 121 Domare: Ricardo Montero (Costa Rica) | Denver Publik: 49 121 Domare: Ricardo Montero (Costa Rica) |
| 20:00 UTC−6 | 20:00 UTC−6  |        |         |         | Denver Publik: 49 121 Domare: Ricardo Montero (Costa Rica) | Denver Publik: 49 121 Domare: Ricardo Montero (Costa Rica) |
| 20:00 UTC−6 | 20:00 UTC−6  |        |         |         | Denver Publik: 49 121 Domare: Ricardo Montero (Costa Rica) | Denver Publik: 49 121 Domare: Ricardo Montero (Costa Rica) |

|             | 16 juli 2017 | Jamaica                    | 1 – 1           | El Salvador        | Alamodome                                             |                                                       |
| 17:00 UTC−5 | 17:00 UTC−5  | Darren Mattocks 64′ (str.) | (0 – 1) Rapport | 15′ Nelson Bonilla | San Antonio Publik: 44 232 Domare: Jair Marrufo (USA) | San Antonio Publik: 44 232 Domare: Jair Marrufo (USA) |
| 17:00 UTC−5 | 17:00 UTC−5  |                            |                 |                    | San Antonio Publik: 44 232 Domare: Jair Marrufo (USA) | San Antonio Publik: 44 232 Domare: Jair Marrufo (USA) |
| 17:00 UTC−5 | 17:00 UTC−5  |                            |                 |                    | San Antonio Publik: 44 232 Domare: Jair Marrufo (USA) | San Antonio Publik: 44 232 Domare: Jair Marrufo (USA) |

|             | 16 juli 2017 | Curaçao | 0 – 2           | Mexiko                                  | Alamodome                                                               |                                                                         |
| 19:00 UTC−5 | 19:00 UTC−5  |         | (0 – 1) Rapport | 22′ Ángel Sepúlveda 90+1′ Edson Álvarez | San Antonio Publik: 44 232 Domare: Kimbell Ward (Saint Kitts och Nevis) | San Antonio Publik: 44 232 Domare: Kimbell Ward (Saint Kitts och Nevis) |
| 19:00 UTC−5 | 19:00 UTC−5  |         |                 |                                         | San Antonio Publik: 44 232 Domare: Kimbell Ward (Saint Kitts och Nevis) | San Antonio Publik: 44 232 Domare: Kimbell Ward (Saint Kitts och Nevis) |
| 19:00 UTC−5 | 19:00 UTC−5  |         |                 |                                         | San Antonio Publik: 44 232 Domare: Kimbell Ward (Saint Kitts och Nevis) | San Antonio Publik: 44 232 Domare: Kimbell Ward (Saint Kitts och Nevis) |

### Ranking av grupptreor
| Nr | Lag (grupp)     | S | V | O | F | GM | IM | MS | P |
| -- | --------------- | - | - | - | - | -- | -- | -- | - |
| 1  | Honduras (A)    | 3 | 1 | 1 | 1 | 3  | 1  | +2 | 4 |
| 2  | El Salvador (C) | 3 | 1 | 1 | 1 | 4  | 4  | 0  | 4 |
| 3  | Martinique (B)  | 3 | 1 | 0 | 2 | 4  | 6  | −2 | 3 |

## Slutspel

### Slutspelsträd
|  | Kvartsfinaler | Kvartsfinaler |            |   | Semifinaler | Semifinaler |  |  | Final | Final |
|  |               |               |            |   |             |             |  |  |       |       |
|  |               |               |            |   |             |             |  |  |       |       |
|  |               |               |            |   |             |             |  |  |       |       |
|  | Costa Rica    | 1             |            |   |             |             |  |  |       |       |
|  | Costa Rica    | 1             |            |   |             |             |  |  |       |       |
|  | Panama        | 0             |            |   |             |             |  |  |       |       |
|  | Panama        | 0             | Costa Rica | 0 |             |             |  |  |       |       |
|  |               |               | Costa Rica | 0 |             |             |  |  |       |       |
|  |               | USA           | 2          |   |             |             |  |  |       |       |
|  | USA           | USA           | 2          | 2 |             |             |  |  |       |       |
|  | USA           |               |            | 2 |             |             |  |  |       |       |
|  | El Salvador   | 0             |            |   |             |             |  |  |       |       |
|  | El Salvador   | 0             | USA        | 2 |             |             |  |  |       |       |
|  |               |               | USA        | 2 |             |             |  |  |       |       |
|  |               | Jamaica       | 1          |   |             |             |  |  |       |       |
|  | Mexiko        | Jamaica       | 1          | 1 |             |             |  |  |       |       |
|  | Mexiko        |               |            | 1 |             |             |  |  |       |       |
|  | Honduras      | 0             |            |   |             |             |  |  |       |       |
|  | Honduras      | 0             | Mexiko     | 0 |             |             |  |  |       |       |
|  |               |               | Mexiko     | 0 |             |             |  |  |       |       |
|  |               | Jamaica       | 1          |   |             |             |  |  |       |       |
|  | Jamaica       | Jamaica       | 1          | 2 |             |             |  |  |       |       |
|  | Jamaica       |               |            | 2 |             |             |  |  |       |       |
|  | Kanada        | 1             |            |   |             |             |  |  |       |       |
|  | Kanada        | 1             |            |   |             |             |  |  |       |       |

### Kvartsfinaler
|             | 19 juli 2017 | Costa Rica              | 1 – 0           | Panama | Lincoln Financial Field                                      |                                                              |
| 18:00 UTC−4 | 18:00 UTC−4  | Aníbal Godoy 77′ (sjm.) | (0 – 0) Rapport |        | Philadelphia Publik: 31 615 Domare: Óscar Moncada (Honduras) | Philadelphia Publik: 31 615 Domare: Óscar Moncada (Honduras) |
| 18:00 UTC−4 | 18:00 UTC−4  |                         |                 |        | Philadelphia Publik: 31 615 Domare: Óscar Moncada (Honduras) | Philadelphia Publik: 31 615 Domare: Óscar Moncada (Honduras) |
| 18:00 UTC−4 | 18:00 UTC−4  |                         |                 |        | Philadelphia Publik: 31 615 Domare: Óscar Moncada (Honduras) | Philadelphia Publik: 31 615 Domare: Óscar Moncada (Honduras) |

|             | 19 juli 2017 | USA                                 | 2 – 0           | El Salvador | Lincoln Financial Field                                   |                                                           |
| 21:00 UTC−4 | 21:00 UTC−4  | Omar Gonzalez 41′ Eric Lichaj 45+2′ | (2 – 0) Rapport |             | Philadelphia Publik: 31 615 Domare: Drew Fischer (Kanada) | Philadelphia Publik: 31 615 Domare: Drew Fischer (Kanada) |
| 21:00 UTC−4 | 21:00 UTC−4  |                                     |                 |             | Philadelphia Publik: 31 615 Domare: Drew Fischer (Kanada) | Philadelphia Publik: 31 615 Domare: Drew Fischer (Kanada) |
| 21:00 UTC−4 | 21:00 UTC−4  |                                     |                 |             | Philadelphia Publik: 31 615 Domare: Drew Fischer (Kanada) | Philadelphia Publik: 31 615 Domare: Drew Fischer (Kanada) |

|             | 20 juli 2017 | Jamaica                               | 2 – 1           | Kanada             | University of Phoenix Stadium                                |                                                              |
| 16:30 UTC−7 | 16:30 UTC−7  | Shaun Francis 6′ Romario Williams 50′ | (1 – 0) Rapport | 61′ Junior Hoilett | Glendale Publik: 37 404 Domare: Ricardo Montero (Costa Rica) | Glendale Publik: 37 404 Domare: Ricardo Montero (Costa Rica) |
| 16:30 UTC−7 | 16:30 UTC−7  |                                       |                 |                    | Glendale Publik: 37 404 Domare: Ricardo Montero (Costa Rica) | Glendale Publik: 37 404 Domare: Ricardo Montero (Costa Rica) |
| 16:30 UTC−7 | 16:30 UTC−7  |                                       |                 |                    | Glendale Publik: 37 404 Domare: Ricardo Montero (Costa Rica) | Glendale Publik: 37 404 Domare: Ricardo Montero (Costa Rica) |

|             | 20 juli 2017 | Mexiko             | 1 – 0           | Honduras | University of Phoenix Stadium                            |                                                          |
| 19:30 UTC−7 | 19:30 UTC−7  | Rodolfo Pizarro 4′ | (1 – 0) Rapport |          | Glendale Publik: 37 404 Domare: Walter López (Guatemala) | Glendale Publik: 37 404 Domare: Walter López (Guatemala) |
| 19:30 UTC−7 | 19:30 UTC−7  |                    |                 |          | Glendale Publik: 37 404 Domare: Walter López (Guatemala) | Glendale Publik: 37 404 Domare: Walter López (Guatemala) |
| 19:30 UTC−7 | 19:30 UTC−7  |                    |                 |          | Glendale Publik: 37 404 Domare: Walter López (Guatemala) | Glendale Publik: 37 404 Domare: Walter López (Guatemala) |

### Semifinaler
|             | 22 juli 2017 | Costa Rica | 0 – 2           | USA                                 | AT&T Stadium                                                |                                                             |
| 21:00 UTC−5 | 21:00 UTC−5  |            | (0 – 0) Rapport | 72′ Jozy Altidore 82′ Clint Dempsey | Arlington Publik: 45 516 Domare: Joel Aguilar (El Salvador) | Arlington Publik: 45 516 Domare: Joel Aguilar (El Salvador) |
| 21:00 UTC−5 | 21:00 UTC−5  |            |                 |                                     | Arlington Publik: 45 516 Domare: Joel Aguilar (El Salvador) | Arlington Publik: 45 516 Domare: Joel Aguilar (El Salvador) |
| 21:00 UTC−5 | 21:00 UTC−5  |            |                 |                                     | Arlington Publik: 45 516 Domare: Joel Aguilar (El Salvador) | Arlington Publik: 45 516 Domare: Joel Aguilar (El Salvador) |

|             | 23 juli 2017 | Mexiko | 0 – 1           | Jamaica            | Rose Bowl                                           |                                                     |
| 18:00 UTC−7 | 18:00 UTC−7  |        | (0 – 0) Rapport | 88′ Kemar Lawrence | Pasadena Publik: 42 393 Domare: John Pitti (Panama) | Pasadena Publik: 42 393 Domare: John Pitti (Panama) |
| 18:00 UTC−7 | 18:00 UTC−7  |        |                 |                    | Pasadena Publik: 42 393 Domare: John Pitti (Panama) | Pasadena Publik: 42 393 Domare: John Pitti (Panama) |
| 18:00 UTC−7 | 18:00 UTC−7  |        |                 |                    | Pasadena Publik: 42 393 Domare: John Pitti (Panama) | Pasadena Publik: 42 393 Domare: John Pitti (Panama) |

### Final
|             | 26 juli 2017 | USA                                 | 2 – 1           | Jamaica              | Levi's Stadium                                              |                                                             |
| 18:30 UTC−7 | 18:30 UTC−7  | Jozy Altidore 45′ Jordan Morris 88′ | (1 – 0) Rapport | 50′ Je-Vaughn Watson | Santa Clara Publik: 63 032 Domare: Walter López (Guatemala) | Santa Clara Publik: 63 032 Domare: Walter López (Guatemala) |
| 18:30 UTC−7 | 18:30 UTC−7  |                                     |                 |                      | Santa Clara Publik: 63 032 Domare: Walter López (Guatemala) | Santa Clara Publik: 63 032 Domare: Walter López (Guatemala) |
| 18:30 UTC−7 | 18:30 UTC−7  |                                     |                 |                      | Santa Clara Publik: 63 032 Domare: Walter López (Guatemala) | Santa Clara Publik: 63 032 Domare: Walter López (Guatemala) |

## Sammanställning
| Nr | Lag            | S | V | O | F | GM | IM | MS | P  |
| -- | -------------- | - | - | - | - | -- | -- | -- | -- |
| 1  | USA            | 6 | 5 | 1 | 0 | 13 | 4  | +9 | 16 |
| 2  | Jamaica        | 6 | 3 | 2 | 1 | 7  | 4  | +3 | 11 |
| 3  | Mexiko         | 5 | 3 | 1 | 1 | 6  | 2  | +4 | 10 |
| 3  | Costa Rica     | 5 | 3 | 1 | 1 | 6  | 3  | +3 | 10 |
| 5  | Panama         | 3 | 2 | 1 | 0 | 6  | 2  | +4 | 7  |
| 6  | Kanada         | 3 | 1 | 2 | 0 | 5  | 3  | +2 | 5  |
| 7  | Honduras       | 3 | 1 | 1 | 1 | 3  | 1  | +2 | 4  |
| 8  | El Salvador    | 3 | 1 | 1 | 1 | 4  | 4  | 0  | 4  |
| 9  | Martinique     | 3 | 1 | 0 | 2 | 4  | 6  | −2 | 3  |
| 10 | Nicaragua      | 3 | 0 | 0 | 3 | 1  | 7  | −6 | 0  |
| 11 | Curaçao        | 3 | 0 | 0 | 3 | 0  | 6  | −6 | 0  |
| 12 | Franska Guyana | 3 | 0 | 0 | 3 | 2  | 10 | −8 | 0  |